# Bahnhof Niederau
Der Bahnhof Niederau ist ein Regionalbahnhof in Niederau an der Bahnstrecke Leipzig–Dresden. Das Empfangsgebäude des am 15. Mai 1842 eröffneten Bahnhofs gehörte lange Zeit zu den ältesten in Betrieb befindlichen Bahnhofsgebäuden in Deutschland, bis die Deutsche Bahn die Nutzung nach dem Jahr 2000 aufgab und es verkaufte.

## Geschichte

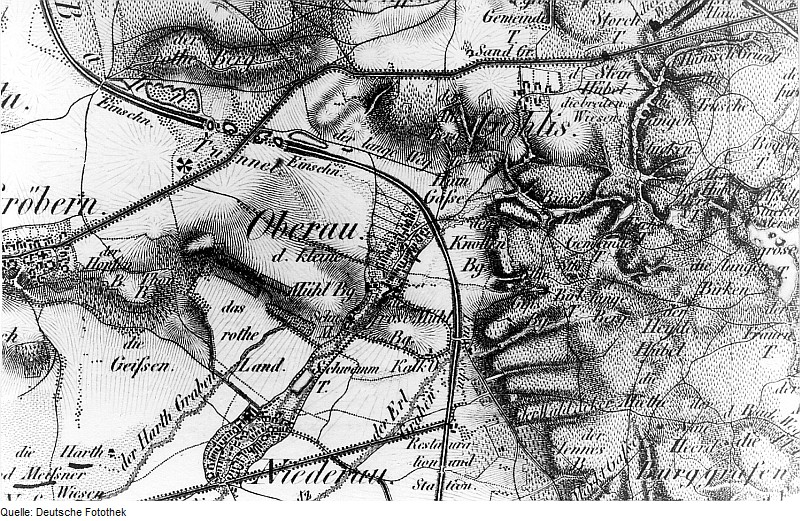
Am unteren Rand des Kartenausschnitts verläuft die schnurgerade Chaussee von Meißen zum Bahnhof Niederau

Nach Eröffnung der Leipzig-Dresdner Eisenbahn am 7. April 1839 stellte der Bahnhof Oberau die zu Meißen nächstgelegene Station dar. Ihre ungünstige Lage hoch über dem Einschnitt zum Oberauer Tunnel erschwerte jedoch die Anfahrt und so bemühte sich Meißen um einen bequemer zu erreichenden Anschluss zur Bahnstrecke. Die Bemühungen waren erfolgreich: Am 1. April 1842 vollendete die Meißener Firma Schubert & Große nach halbjähriger Bauzeit und Baukosten von 13.200 Talern den neuen Bahnhof in Niederau, der am 15. Mai 1842 eröffnet wurde. Zeitgleich wurde eine neue schnurgerade Zubringerstraße von Meißen nach Niederau erbaut, die heutige Niederauer bzw. Meißner Straße.
Meißner Bürger stiegen hier rege in die Züge nach Leipzig; nach Dresden blieben Kutschfahrten die zeitlich und finanziell günstigere Alternative, bis am 1. Dezember 1860 die neu eröffnete Zweigbahn Coswig–Meißen direkte Eisenbahnfahrten von Meißen nach Dresden ermöglichte. Ab Dezember 1868 bestand über die neu eröffnete Bahnstrecke nach Borsdorf auch eine direkte Eisenbahnverbindung zwischen Meißen und Leipzig. Somit verlor der Bahnhof Niederau seine überregionale Bedeutung und der Verkehr ging stark zurück.
Zum 1. Juli 1964 wurde der Güterverkehr in Niederau eingestellt.
Im Jahr 1988, ein Jahr vor den Feierlichkeiten „150 Jahre erste deutsche Ferneisenbahn Leipzig–Dresden“, wurde der Bahnhof umfassend restauriert. Zu dieser Zeit war das Bahnhofsgebäude das älteste im Netz der Deutschen Reichsbahn.
Anfang der 2000er Jahre verkaufte die Deutsche Bahn das Bahnhofsgebäude. Es wird nun als Wohnhaus genutzt.
Im östlichen Bereich südlich des ehemaligen Empfangsgebäudes befindet sich seit 2000 das Modulgebäude des elektronischen Stellwerks (ESTW-A). Dieses wird vom ESTW-Z Priestewitz bedient.

### Regionalverkehr
Der Bahnhof wird im Personennahverkehr von den Linien RE 50 Leipzig–Dresden und RB 31 Elsterwerda-Biehla–Dresden bedient (Stand: Dezember 2021).
| Linie         | Verlauf | Takt (min)           | EVU              |
| ------------- | --- | -------------------- | ---------------- |
| RE 50 Saxonia | Dresden Hbf – Dresden-Neustadt – Radebeul Ost – Coswig (b Dresden) – Niederau – Priestewitz – Riesa – Oschatz – Wurzen – Leipzig Hbf | 60                   | DB Regio Südost  |
| RB 31         | Elsterwerda-Biehla – Elsterwerda – Großenhain Cottb Bf – Priestewitz – Niederau – Coswig (b Dresden) – Cossebaude – Dresden Hbf      | 120, mit Verstärkern | DB Regio Nordost |

## Beschreibung der Anlagen
Die eigenartige Doppelstellung der Hauptgebäude ist in ihrer Bau- und Nutzungsgeschichte begründet. Das größere, von der Bahnseite aus gesehen linke Gebäude wurde als Restaurationsgebäude erbaut, das rechte Gebäude als Stationsgebäude. Später wurden beide im Schweizerhaus-Stil errichteten Gebäude anderweitig genutzt. Der Gebäudekomplex steht unter Denkmalschutz.

### Empfangsgebäude (ursprünglichRestaurationsgebäude)

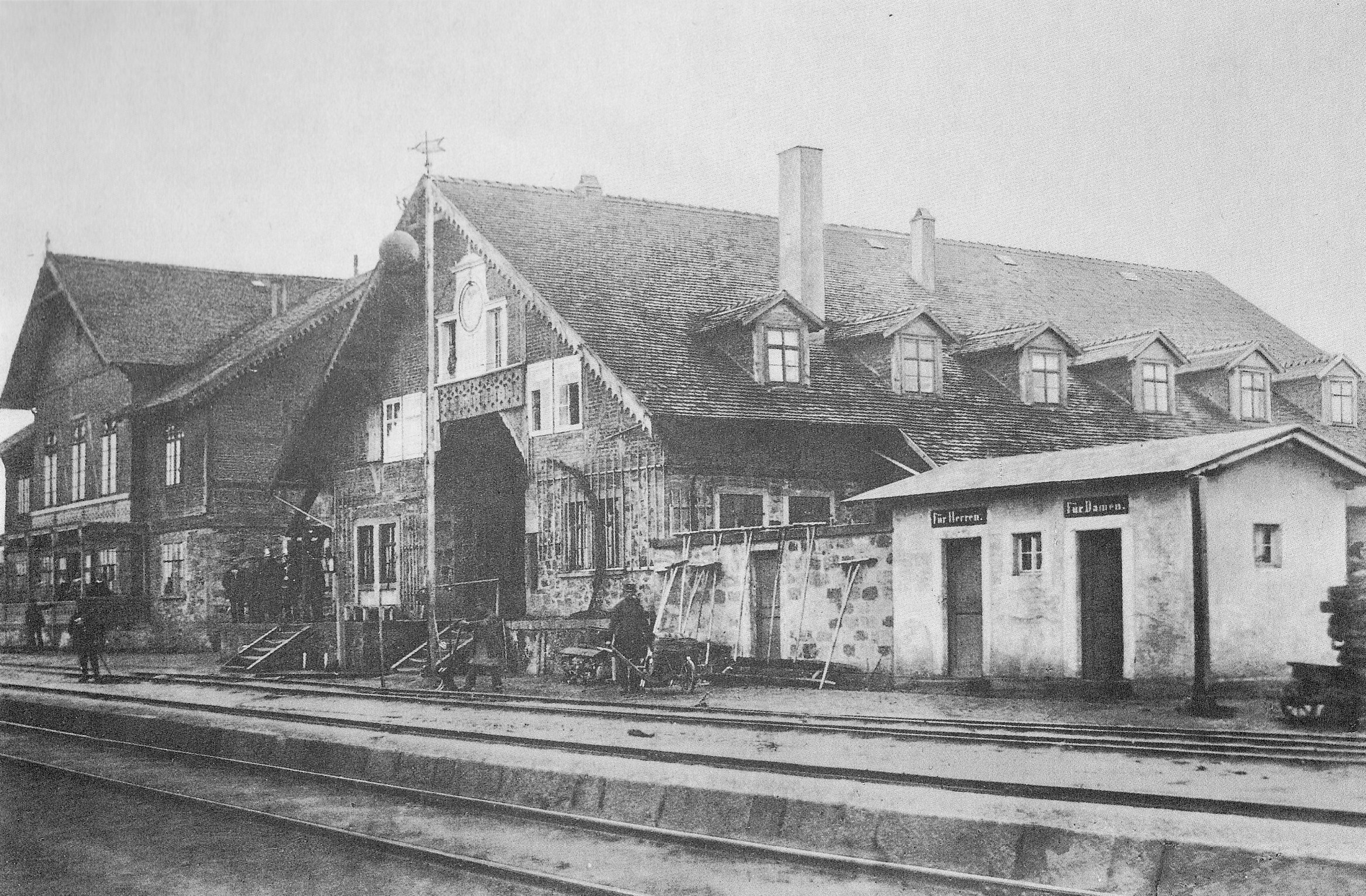
Der Bahnhof Niederau von der Bahnseite gesehen um 1860

Die Freifrau von Werthern, Rittergutsbesitzerin von Oberau, ließ das Gebäude errichten und betrieb es zunächst als Gasthof. Im Jahr 1862 erhielt das Fachwerk des Gebäudes eine Holzverschalung und 15 Jahre später wurde das aus Zyklopenmauerwerk bestehende Untergeschoss verputzt. Ebenfalls im Jahr 1877 erfolgte ein Umbau der Räumlichkeiten zu Beamtenwohnungen und die Gaststätte fand im Stationsgebäude neue Räume. Später wurde das Gebäude als kombiniertes Wohn- und Empfangsgebäude genutzt. Um letztere Funktion hervorzuheben, erhielt es im Rahmen der 1988 erfolgten Sanierung Bahnhofsuhr und Bahnhofsschild, die den zuvor leeren Raum am Giebel gestalterisch auflockern.

### Stellwerk
Das zwischen Empfangsgebäude und Güterboden gelegene eingeschossige Stellwerk verbindet die beiden benachbarten Gebäude mit einem Verbindungsbau und einem zur Gleisseite vorgelagerten ehemaligen Befehlsstellwerk. Der nach funktionalen Gesichtspunkten 1907 errichtete und 1923 erweiterte Anbau stellt jedoch einen stilistischen Bruch zu den Nachbargebäuden dar. Im Rahmen der Sanierungsarbeiten 1988 wurde der gestalterische Zustand verbessert, insbesondere erhielten die Gebäudeteile und die daneben liegende Freifläche ein gemeinsames Dach. Zuvor hatte der Verbindungsbau ein Steildach und das Befehlsstellwerk ein Flachdach.
Seit dem Jahr 2000 steuert das Elektronische Stellwerk in Priestewitz Weichen und Signale des Bahnhofs; das alte Stellwerk des Bahnhofs ist seitdem ohne Funktion.

### Güterboden (ursprünglichStationsgebäude)

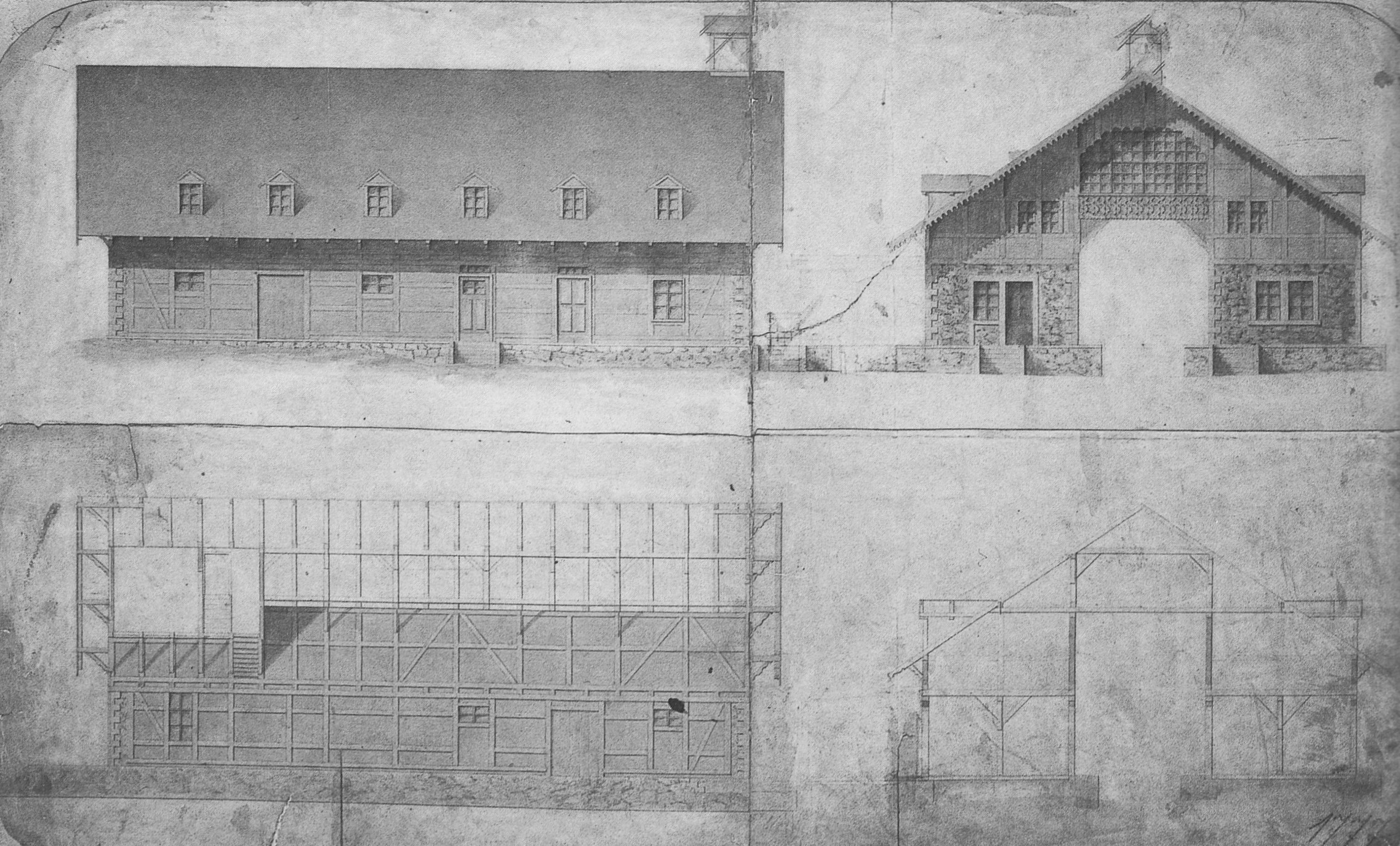
Entwurf des Güterbodens von 1841

Der Güterboden wurde 1842 zu 90 Prozent als Holzfachwerk errichtet und zunächst als Stationsgebäude genutzt. Die Wageneinfahrt weist auf eine einzigartige, nur in Niederau praktizierte Bereitstellung der Personenwagen hin. In den ersten Betriebsjahren wurden die für Niederau bestimmten Wagen am Bahnhof abgehängt, auf einer kleinen Drehscheibe um 90 Grad gedreht und in das Stationsgebäude geschoben beziehungsweise gezogen. Für die Abfahrt war das umgekehrte Prozedere notwendig. Diese umständliche Bereitstellung wurde bereits vor 1860 eingestellt und stattdessen ein Hausbahnsteig errichtet.
Aufgrund verschiedener Veränderungen war die ursprüngliche Funktion des Güterbodens zu Beginn der Rekonstruktion 1987 nicht mehr erkennbar, insbesondere am gleisseitigen Giebel und an der Langfassade zur Ladestraße. Die neue, im Rahmen der Rekonstruktion entwickelte Fassadengestaltung greift Elemente der ursprünglichen Funktion auf; so besteht der gleisseitige Gebäudezugang heute aus einer Holz-Glas-Konstruktion in Form einer Wageneinfahrt. Außerdem wurde die Grundrissgestaltung des Erdgeschosses verändert, um den Bedürfnissen der technischen Dienststellen besser gerecht zu werden und den BASA-Raum aufzunehmen. Zur Zeit der Sanierung 1988 wurde das Gebäude als Mehrzweckgebäude genutzt.

### Weitere Gebäude
Zur Eröffnung verfügte der Bahnhof außerdem über eine Wasserstation, einen Güterschuppen und ein Nebengebäude, das dem Zubringerverkehr aus Meißen diente. Letzteres verfügte über Stallungen für 20 Pferde, Remise für vier Wagen sowie eine Kutscher- und Hausknechtstube. Die Wasserstation wurde 1860 abgerissen.